# Capatárida
Capatárida é uma cidade venezuelana, capital do município de Buchivacoa.